# Kim Bình Mai (phim 2008)
Kim Bình Mai (tiếng Trung: 金瓶梅; bính âm: Jīnpíngméi) là một bộ phim khiêu dâm cổ trang Hồng Kông sản xuất năm 2008 của đạo diễn Tiền Văn Kỹ và được sản xuất bởi Vương Tinh, với sự tham gia của các diễn viên Lâm Vĩ Kiện, Từ Thiếu Cường, Yui Morikawa, Hikaru Wakana, Kaera Uehara và Serina Hayakawa, dựa theo tiểu thuyết Kim Bình Mai năm 1610 của Lan Lăng Tiếu Tiếu Sinh. Bộ phim được công chiếu lần đầu tại Hồng Kông vào ngày 19 tháng 9 năm 2008. Từ sau khi Hồng Kông trở về với Trung Quốc vào năm 1997, chỉ có rất ít phim được xem là phim cấp ba nhưng gần như rất ít cảnh khỏa thân, đặc biệt gần như biến mất của phim cấp ba cổ trang, việc phát hành bộ phim này được xem như sự kiện hiếm hoi, với hy vọng phục hồi thời kỳ phim cấp ba trước đây.

## Nội dung
Tây Môn Khánh sinh ra trong một gia đình thượng lưu giàu có ở quận Thanh Hà vào thời nhà Tống. Cha cậu là Tây Môn Quỳ, một người đàn ông cả đời luôn tìm kiếm khoái cảm tình dục, phớt lờ các giá trị đạo đức. Ông rất mực thương yêu mẹ của Khánh, nhưng bà bệnh nặng qua đời khi cậu tuổi còn niên thiếu.
Sau khi mẹ mất, cha cậu dẫn cậu vào căn phòng đặc biệt của ông, ở đó đầy những thứ liên quan về tình dục, gồm sách, tranh ảnh, rượu,...Ông bảo rằng "cha đã dành cả đời để nghiên cứu về Ái Ân Đạo" và bảo rằng khi cậu lớn sẽ truyền hết cho cậu mọi thứ. Cậu đã hỏi: "làm sao con có thể làm cho phụ nữ thỏa mãn", cha cậu trả lời: "cần một cơ thể khỏe mạnh, một dương vật cứng cáp và dẻo dai", nhưng ông cũng nhấn mạnh về phụ nữ: "điều quan trọng nhất là thu phục trái tim và tinh thần của họ".
Cậu bé đã trải qua nhiều năm được cha dạy dỗ và tập luyện, chàng trai nhỏ tuổi ngày nào đã lớn dần thành một thanh niên khôi ngô tuấn tú, ngày càng tinh thông và ham muốn tình dục mãnh liệt. Một ngày nọ, có một cô gái tên Tử Hoa là con gái một người bạn của cha anh đến ở nhờ một thời gian do gia đình gặp sự cố. Tây Môn Khánh đã đón trước cửa và yêu nàng từ cái nhìn đầu tiên. Họ ở cùng nhà, thường xuyên ở thư phòng để học và đọc sách cùng nhau. Trong một lần nàng đi tắm, Khánh đã nhìn trộm, phát hiện nàng thủ dâm trong nhà tắm, do không thể kìm chế nên anh đã xông vào nhà tắm trong khi nàng vẫn trong tư thế trần truồng. Họ hiểu ý nhau và bắt đầu làm tình với nhau từ lúc đó. Một thời gian sau thì nàng lặng lẽ rời khỏi nhà anh, Khánh mới vỡ lẽ Tử Hoa chỉ là một cô gái bán hoa được cha anh thuê đến để tập luyện cho anh, yêu và bỏ đi để làm tan nát tâm hồn anh. Khi Khánh ngồi buồn rũ rượi trong phòng, người cha đã đến và nói rằng ông làm như vậy là để sau này anh sẽ không bao giờ còn đau khổ nữa. "Khi có tiền và quyền lực, mọi phụ nữ trên đời sẽ rơi vào tay con thôi, đừng phí thời gian vào phụ nữ mà thay vào đó hãy tìm kiếm của cải và quyền lực". Đây là bài học quan trọng đầu đời mà ông muốn dạy cho con trai mình.
Thời gian sau, cha anh cho phép anh đi chu du thiên hạ để tìm vợ, một gia nhân tên Trúc vác hành lý đi cùng, trên đường chu du họ gặp nạn tại một chân núi, ngất xỉu và bị sốt cao. Lúc sáng sớm một đoàn ni cô ngang qua đã cứu họ mang về chùa Ngọc Phật Đền. Họ được chăm sóc hai ngày sau thì hồi phục rồi giã từ sư trụ trì để tiếp tục lên đường. Trong những ngày ở chùa, Khánh đã có tình cảm với một ni cô tên Nguyệt, sau khi họ rời chùa, ni cô đã trốn chùa để đi theo họ. Trên đường theo đuổi cô bị ba người đàn ông bắt và định hãm hiếp cô, lúc đó do để quên một món đồ tại chùa nên Tây Môn Khánh quyết định quay lại, nhờ đó Khánh đã nghe thấy tiếng kêu cứu của Nguyệt, anh cứu cô và mang cô về nhà. Cha anh đã tổ chức hôn lễ cho họ. Vài ngày sau, ông qua đời do bệnh nặng, toàn bộ gia sản để lại cho Khánh.
Khác với cha mình, Tây Môn Khánh bắt đầu giao du với các quan lại. Một ngày nọ, anh đến dự tiệc mừng nhậm chức của vị quan mới họ Quảng. Trong buổi tiệc anh đã gặp Phan Kim Liên, lúc này là một nô tỳ của Quảng gia, tầm 13, 14 tuổi. Cô bị Quảng phu nhân đánh tại buổi tiệc vì ghanh ghét sự xinh xắn của cô, và nguyên nhân chính là do sự chú ý của nhiều người giành cho Kim Liên khiến bà khó chịu.
Khánh nghỉ lại nhà Quảng gia, đêm hôm đó anh đi dạo dọc bờ sông thì thấy Kim Liên ngồi khóc, biết nàng bị Quảng phu nhân bỏ đói nên đã mời nàng về phòng cho nàng ăn bánh. Tây Môn Khánh hứa sẽ quay về phủ lấy 500 lượng bạc rồi quay trở lại xin Quảng gia cho chuộc nàng để mang nàng về nhà chàng.
Một người bạn tên Hứa Dị Sử đã dẫn Tây Môn Khánh đến Phụng Trang Viên, một lầu xanh để tìm các kỹ nữ. Ở đó họ đã gặp Nga phu nhân, Tây Môn Khánh bị yêu cầu kiểm tra sức khỏe, đảm bảo không có bệnh truyền nhiễm và phải ký vào một giao kèo không được tiết lộ mọi việc ở Phụng Trang Viên, nếu không sẽ bị cắt đầu. Sau khi hoàn tất kiểm tra sức khỏe, ký giao kèo và trả tiền, Nga phu nhân bảo rằng mỗi đêm cô chỉ phục vụ một khách nên chàng phải chờ đến đêm mai. Khánh đành bỏ đi, tức giận anh chàng họ Hứa, trên đường đi thì bị một đám người lạ mặt tấn công, bị đánh trúng một phi tiêu thuốc mê, khi tỉnh lại thì thấy mình đang bị trói ở một nơi có nhiều người, đuốc được đốt sáng rực. Một cô gái ăn mặc hở hang yêu cầu trò chơi tình ái với anh, nếu anh không thể thỏa mãn cho cô thì cô sẽ cho người cắt phăng của quý, Môn Khánh đồng ý. Sau trò chơi thì Khánh phát hiện đó là Nga phu nhân và mọi chuyện được sắp đặt để làm ngạc nhiên anh. Cô bảo rằng khi nào thích anh cứ đến tìm cô, cô sẽ không lấy tiền.
Tây Môn Khánh sau khi về nhà đã mau chóng quay lại Quảng gia để xin Quảng phu nhân cho anh mua Phan Kim Liên, nhưng Kim Liên đã bị đưa đi nơi khác và phu nhân từ chối cho anh biết. Môn Khánh đành cáo từ, quay về và rồi từ đó cũng quên mất Kim Liên. Về sau anh mới biết Kim Liên đã được gả cho Võ Đại Lang.
Nhiều năm sau anh tình cờ gặp lại Phan Kim Liên, cô nhận ra anh, họ lén lút gặp nhau và quan hệ với nhau. Sau đó Môn Khánh bày kế Kim Liên đầu độc Võ Đại Lang. Sau khi Võ Đại Lang chết, Môn Khánh đã cưới Kim Liên làm vợ lẽ.

## Phân vai
Các vai chính trong phim:
- Lâm Vĩ Kiện trong vai Tây Môn Khánh
- Từ Thiếu Cường trong vai cha của Tây Môn Khánh
- Yui Morikawa trong vai mẹ của Tây Môn Khánh và vai Nga phu nhân
- Kaera Uehara trong vai Tử Hoa
- Hikaru Wakana trong vai Minh Nguyệt, là ni cô hoàn tục có tình yêu và trở thành vợ đầu tiên của Tây Môn Khánh
- Serina Hayakawa trong vai Phan Kim Liên

## Sản xuất
Bộ phim được Vương Tinh, người được xem là "cha đẻ của phim cấp ba" Hồng Kông sản xuất. Vương Tinh đã mời Tiền Văn Kỹ, người từng đóng phim "Khi đào nở" (1997) làm đạo diễn, và bậc thầy điện ảnh cấp ba Hồng Kông Lâm Vĩ Kiện, diễn viên từng đóng trong "Mãn Thanh thập đại khốc hình" (满清十大酷刑) làm nam chính cho phim, lúc này nam diễn viên đã gần 50 tuổi. Phim được sản xuất trong bối cảnh được xem là ảm đạm của phim Hồng Kông nói chung và phim cấp ba nói riêng, đặc biệt là tình cảnh thiếu nữ diễn viên phim cấp ba người Hồng Kông. Nhà phê bình phim Quách Ứng Thành từng nói: "Tôi nghe những người trong cuộc nói rằng khó nhất là tìm được những nữ diễn viên trong nước có thể hy sinh vì nghệ thuật. Vào những năm 1980 có nhiều nữ diễn viên sẵn sàng khỏa thân hơn hiện nay. Quan niệm của xã hội hiện nay có thật sự thoáng hơn trước, nó bảo thủ hơn so với hồi đó." Nhà sản xuất đã mời các nữ diễn viên AV Nhật Bản tham gia.
Phim có các vai nữ chính do các nữ diễn viên AV Nhật Bản đóng. Yui Morikawa trong vai mẹ của Tây Môn Khánh ở phần đầu phim và vai Nga phu nhân ở phần cuối phim. Kaera Uehara trong vai Tử Hoa, là một cô gái bán hoa ở khu vực sông Hoài. Serina Hayakawa trong vai Phan Kim Liên, nữ diễn viên chính này tập trung ở phần cuối phim. Hikaru Wakana trong vai ni cô ở chùa Ngọc Phật Đền. Nữ diễn viên Nhật Bản Hikaru Wakana người đóng vai ni cô đã hy sinh rất nhiều khi tham gia đóng phim, ngoài việc cống hiến cho cảnh khỏa thân hoàn toàn, cô còn cạo trọc đầu, khi được phỏng vấn cô bảo rằng không hề miễn cưỡng. Ngoài ra còn có sự tham gia của một số nữ diễn viên khiêu dâm Hàn Quốc. Đạo diễn Tiền Văn Kỹ đã tham khảo nhiều bức ảnh khiêu dâm trong sách cổ kết hợp với sự sáng tạo của bản thân ông, áp dụng nhiều động tác làm tình khó trong phim như tư thế "bạch tuộc", "già và trẻ", "nhảy cóc", "bấm kim",...

## Phát hành
Phim được phát hành ngày 19 tháng 9 năm 2008 tại Hồng Kông, nó được tuyên bố là "bộ phim khiêu dâm nổi tiếng nhất Hồng Kông trong 20 năm qua". Phim đã được ghi chú bởi cơ quan quản lý tại Hồng Kông: "Người xem chưa đủ tuổi không được vào địa điểm xem". "Kim Bình Mai" được phát hành bởi hệ thống rạp Newport Circuit (新寶院線) với 20 rạp phim công chiếu.
Phim được nhìn nhận là đã noi theo việc phân bổ thành hai phần phát hành, tương tự như phim Đại chiến Xích Bích (phim) (2008) của đạo diễn Ngô Vũ Sâm.

## Tiếp nhận
Tin tức về bộ phim và việc phát hành của phim đã được đưa rầm rộ trên hệ thống truyền thông tuy nhiên không nhận được nhiều sự lạc quan trong công chúng, nhưng cộng đồng mạng cũng đặt ra nhiều câu hỏi về phiên bản mới của "Kim Bình Mai" hay cảnh sex trong phim như thế nào? Cảnh khoả thân có nhiều? Diễn viên nào khỏa thân? Và họ cũng so sánh với phim Sắc, Giới của đạo diễn Lý An phát hành năm trước.
Từ ngày 19 khi bắt đầu được phát hành, phim được công chiếu tại Hồng Kông nhưng vì là phim cấp ba nên không có quá nhiều rạp chiếu. Đây được đánh giá là bộ phim cấp ba đình đám hiếm hoi kể từ khi Hồng Kông trở về với Trung Quốc vào năm 1997. Diễn xuất của ba nữ diễn viên AV Nhật Bản ngay từ khi ra mắt phim đã gây được nhiều chú ý.
Ngày đầu tiên phát hành phim đã thu về 300.000 đôla Hồng Kông, đứng vị trí thứ 3 danh sách phòng vé ở Hồng Kông, đứng sau hai bộ phim hài hước Âu Mỹ là You Don't Mess with the Zohan (特勤沙龍), Mamma Mia! (媽媽咪呀). Trong 4 ngày liên tiếp doanh thu là 1,24 triệu, trở thành á quân phòng vé, và trái ngược với sự thờ ơ ban đầu, phim bất ngờ nhận được nhiều ý kiến tích cực từ khán giả. Bộ phim được công bố là đã thu về 3.000.000 đôla Hồng Kông phòng vé. Lượng bán vé ở ngoài Hồng Kông được đánh giá tốt. Doanh thu phòng vé tại Đài Loan là 1,5 triệu tệ trong hai tuần công chiếu, đánh bại Phụ Nữ Không Xấu (女人不坏) của đạo diễn Từ Khắc.

## Đánh giá
Sau khi được phát hành phim đã nhận được nhiều ý kiến. Nhà sản xuất phim nổi tiếng Hồng Kông Vương Tinh, người nổi tiếng trong nền điện ảnh nói chung và thể loại phim cấp ba nói riêng đã được đánh giá qua bộ phim này rằng, Vương Tinh đã trở lại. Sự trở lại của Vương Tinh vào thời điểm phim cấp ba xuống dốc nghiêm trọng và hãng phim của ông là trường hợp đầu tiên đã hợp tác với Nhật Bản để mở rộng thị trường ra nước ngoài cho phim cấp ba do Hồng Kông sản xuất. Đây được xem là một lối thoát mới và được nhìn nhận là quá trình khôi phục sắp xảy ra. Tuy nhiên, nhiều người cho rằng thời đại của phim cấp ba do Hồng Kông sản xuất hoàn toàn không thể khôi phục lại được nữa.
Phim bị Chủ tịch Giải thưởng Điện ảnh Hồng Kông là Vương Văn Tuyển chỉ trích vì gắn mác Hồng Kông nhưng do nữ diễn viên AV Nhật đóng vai chính, một nữ diễn viên Hồng Kông đảm nhận vai chính chỉ xuất hiện ở phần hai của phim này. Ngoài ra, ông cũng chỉ ra toàn bộ dàn diễn viên và phụ đề của đoàn phim đều bằng tiếng Anh, và áp phích cho khán giả thấy rõ bộ phim hướng chủ yếu đến thị trường nước ngoài. Áp phích ghi rõ tựa đề tiếng Anh của phim là "The Forbidden Legend Sex & Chopsticks".
Nhiều ý kiến trái chiều đánh giá gay gắt bộ phim này, họ cho rằng phim Hồng Kông nói chung hiện tại đang điêu tàn, huống hồ phim cấp ba. Các nhà làm phim đều thận trọng trong sáng tạo và sản xuất, vì họ phải hướng đến thị trường Trung Quốc đại lục. Bên cạnh đó là tình trạng vi phạm bản quyền nghiêm trọng đối với hoạt động phim ảnh, khi nhiều phim lan tràn bất hợp pháp qua internet. Cũng như sự cạnh tranh của phim 18+ từ Âu Mỹ, Nhật Bản hay Hàn Quốc, có quá nhiều nguồn xem và nhiều sự lựa chọn. Có đạo diễn nhận định khi những bộ phim bom tấn như "Hold the Call", "Mắt đại bàng", "Họa bì" và "20th Century Boys" lần lượt ra mắt thì dự kiến doanh thu phòng vé của "Kim Bình Mai" sẽ bị ảnh hưởng. Bowen Phạm, Phó chủ tịch Phòng Thương mại Phim ảnh Hồng Kông (Hong Kong Theatre Chamber of Commerce Limited) có ý kiến: “bây giờ xem phim cấp 3 tải từ trên mạng rất tiện và miễn phí, giờ ai lại ra rạp xem?”.
Khán giả thì đánh giá phim dù tuyên bố phục hồi phim cấp ba Hồng Kông nhưng không khiến họ liên tưởng đến sự kết nối đó, vì phim cấp ba Hồng Kông có đặc điểm nổi bật là sự kết hợp của bạo lực, bao gồm chém giết, bắn súng với nhiều cảnh đổ máu.

## Phần tiếp theo
Phần tiếp theo của phim, Tân Kim Bình Mai, được phát hành tại Hồng Kông vào ngày 1 tháng 4 năm 2009.